# مادونا سيباستيان
مادونا سيباستيان (مواليد 19 مايو 1989[وفقًا لِمَن؟] -)، ممثلة هندية ومغنية تظهر في الأفلام المالايامية والتاميلية. أول ظهور سينمائي لها كان عام 2015 في فيلم Premam باللغة المالايالامية. عرفت أيضاً لدورها في فيلم Kadhalum Kadandhu Pogum إنتاج عام 2016 وكذلك فيلم King Liar الذي صدر في نفس العام. كان لمشاركتها في برنامج الموسيقى المالايالامية Music Mojo دوراً كبيرة لاكتسابها لشعبيتها الحالية، إذ تلقت خلاله إشادة واسعة من الجمهور والنقاد.

## وصلات خارجية
- مادونا سيباستيان على موقع IMDb (الإنجليزية)
- مادونا سيباستيان على موقع ميوزك برينز (الإنجليزية)
- مادونا سيباستيان على موقع قاعدة بيانات الفيلم (الإنجليزية)
- مادونا سيباستيان على موقع كينوبويسك (الروسية)